# 크라이시스 (영화)
크라이시스(Crisis)는 독일에서 제작된 니콜라스 제렉키 감독의 2021년 드라마, 스릴러 영화이다. 게리 올드만 등이 주연으로 출연하였다.
크라이시스는 2021년 2월 26일 퀴버 디스트리뷰션을 통해 개봉하였으며 캐나다에서는 2021년 3월 16일 엘리베이션 픽처스를 통해 개봉하였고 오스트레일리아에서는 2021년 3월 16일 유니버설 픽처스를 통해 개봉하였다. 워너브라더스는 영국에서의 개봉을 발표하였다.

## 출연

### 주연
- 게리 올드만
- 아미 해머
- 에반젤린 릴리

### 조연
- 그렉 키니어
- 미셸 로드리게즈
- 키드 커디